# Bibliothèque de Lippulaiva
La bibliothèque de Lippulaiva (finnois : Lippulaivan kirjasto) est une bibliothèque du quartier d'Espoonlahti à Espoo en Finlande,,,.

## Présentation
La bibliothèque de Kivenlahti a été fondée en 1983.
La bibliothèque de Lippulaiva a été ouverte avec le centre commercial Lippulaiva fin mars 2022.

## Groupement Helmet de bibliothèques
La bibliothèque d'Otaniemi fait partie du groupement Helmet, qui est un groupement de bibliothèques municipales d'Espoo, d'Helsinki, de Kauniainen et de Vantaa ayant une liste de collections commune et des règles d'utilisation communes.